# Австралийски паламуд
Австралийските паламуди (Sarda australis) са вид актиноптери от семейство Скумриеви (Scombridae).
Те са незастрашен вид.
Таксонът е описан за пръв път от Уилям Джон Маклей през 1881 година.